# Cryptochetum chalybeum
Cryptochetum chalybeum är en tvåvingeart som först beskrevs av Meijere 1916.  Cryptochetum chalybeum ingår i släktet Cryptochetum och familjen Cryptochetidae. Inga underarter finns listade i Catalogue of Life.